# Еміль Атласон
Заголовок цієї статті — це ісландське ім'я, де Еміль — особове ім'я, а Атласон — ім'я по батькові. 
Еміль Атласон (ісл. Emil Atlason, нар. 22 липня 1993, Рейк'явік) — ісландський футболіст, нападник клубу «Стьярнан».
Виступав за молодіжну збірну Ісландії.

## Клубна кар'єра
У дорослому футболі дебютував 2012 року виступами за команду «КР Рейк'явік», в якій провів три сезони, взявши участь у 51 матчі чемпіонату. У цей період вигравав чемпіонат Ісландії, Кубок країни, Кубок ісландської ліги та Суперкубок Ісландії. 
2015 року грав на правах оренди за німецький «Пройсен Мюнстер» та на батьківщині за «Валюр».
Згодом протягом 2016—2020 років захищав кольори команд «Троттур» та ХК (Коупавогур), а 2020 року став гравцем  «Стьярнана». В сезоні 2023 року із 17-ма забитими голами став найкращим бомбардиром ісландської футбольної першості.

## Виступи за збірну
Протягом 2012–2014 років залучався до складу молодіжної збірної Ісландії. На молодіжному рівні зіграв у 12 офіційних матчах, забив 8 голів.

## Титули і досягнення

### Командні
- Чемпіон Ісландії (1):

«КР Рейк'явік»: 2013
- Володар Кубка Ісландії (2):

«КР Рейк'явік»: 2012, 2014
- Володар Кубка ісландської ліги (1):

«КР Рейк'явік»: 2012
- Володар Суперкубка Ісландії (1):

«КР Рейк'явік»: 2012

### Особисті
- Найкращий бомбардир чемпіонату Ісландії (1):

2023 (17 голів)